# 角周波数
角周波数（かくしゅうはすう、英: angular frequency；角振動数、円振動数とも）は、物理学（特に力学や電気工学）において、回転速度を表すスカラー量。角周波数は、ベクトル量である角速度の大きさにあたる（{\displaystyle \omega =|{\vec {\omega }}|}）。角周波数の次元は角度が無次元量であるため T−1 であり、国際単位系では、ラジアン毎秒の単位で表される。

## 定義
一回転は2πラジアンに等しいため、角周波数は
{\displaystyle \omega \equiv {\frac {d\theta }{dt}}={{2\pi } \over T}={2\pi f}={\frac {|v|}{|r|}}}
である。ここで
- {\displaystyle \omega \,} は、角周波数（単位: ラジアン毎秒）。
- {\displaystyle \theta \,} は、角度（単位: ラジアン）。
- {\displaystyle T\,} は、周期（単位: 秒）。
- {\displaystyle f\,} は、周波数（単位: ヘルツ）。
- {\displaystyle v\,} は、回転軸に直交する方向への速度（単位: メートル毎秒）。
- {\displaystyle r\,} は、回転半径（単位: メートル）。

定義から角周波数は時間の関数である場合がありえるが、一般に角周波数（角振動数）は等速円運動やその射影である単振動でのみ用いられることが多い。時間とともに角周波数が変化する場合には、より一般化したベクトル量の角速度を用いる。

### 周波数と角周波数の関係
角周波数は通常の周波数を単純に 2π 倍したものに過ぎない。即ち、2π 秒あたりの回転数である。しかし、角周波数を用いることで数式の中にπが多数表れてしまうのを防ぐことができ、多くの応用においては通常の周波数よりも角周波数のほうが好ましい。実際角周波数は物理学の多くの分野（例えば量子力学や電磁気学）において、周期的な現象を記述するために用いられている。

## 具体例

### 単振動
例えば代表的な単振動の方程式は角周波数を用いて
{\displaystyle {\frac {d^{2}x}{dt^{2}}}=-\omega ^{2}x}
である。この式を通常の周波数（一秒あたりの回転数）を用いて書き直すと
{\displaystyle {\frac {d^{2}x}{dt^{2}}}=-4\pi ^{2}f^{2}x}
となる。元の式と比較すると、余分な 4π2 の因子をつけなければならないことがわかる。
また、小さな振動や減衰が無視できる振動を表すよく目にする表現として
{\displaystyle \omega ={\sqrt {\frac {k}{m}}}}
がある。ここで
- k は、ばね定数（単位: ニュートン毎メートル）
- m は、物体の質量（単位: キログラム）

である。このωは固有角振動数（固有角周波数）とよばれる。

### LC回路
LC回路における角周波数は静電容量（単位: ファラド）にインダクタンス（単位: ヘンリー）をかけたものの逆数の平方根である。即ち
{\displaystyle \omega ={\frac {1}{\sqrt {LC}}}}
である。